# Philodromus albofrenatus
Philodromus albofrenatus es una especie de araña cangrejo del género Philodromus, familia Philodromidae. Fue descrita científicamente por Simon en 1907.

## Distribución
Esta especie se encuentra en Guinea Ecuatorial.